# Wanaka
Wanaka je novozélandské město v regionu Otago na Jižním ostrově. Nachází se na jižním konci jezera Wanaka a hraničí s řekou Clutha River, která je odtokem jezera. K roku 2006 zde žilo 5037 lidí, což činí nárůst o 51,3 % od roku 2001. Do roku 1940 se město jmenovalo Pembroke.